# Jacomart

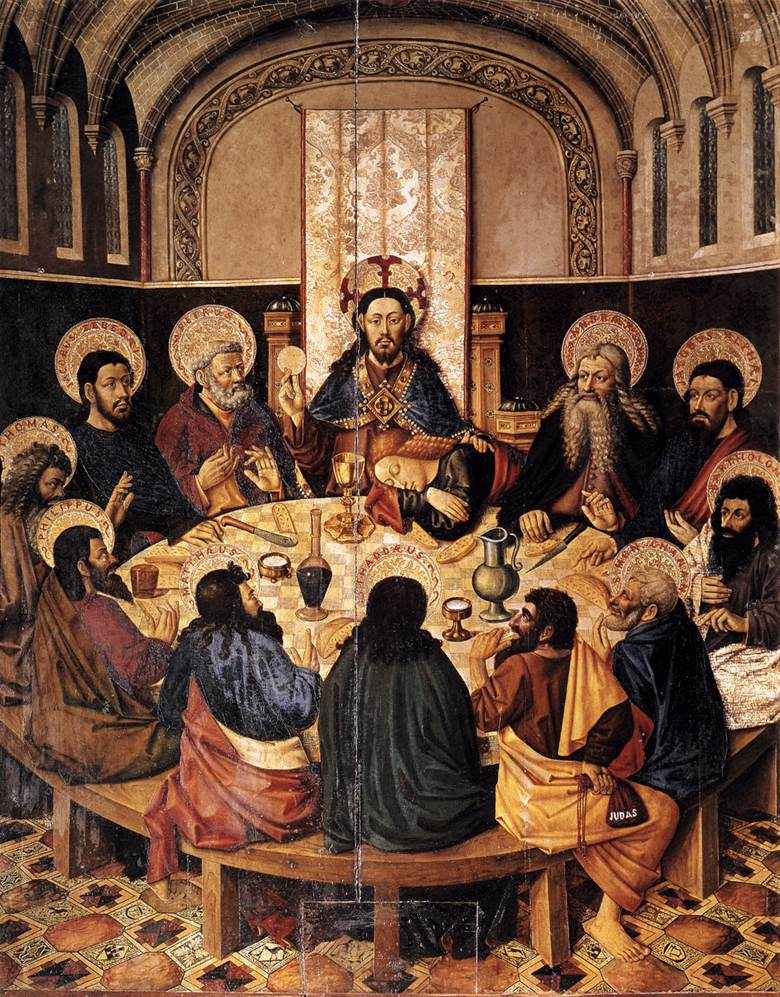
Letztes Abendmahl, Kathedrale von Segorbe

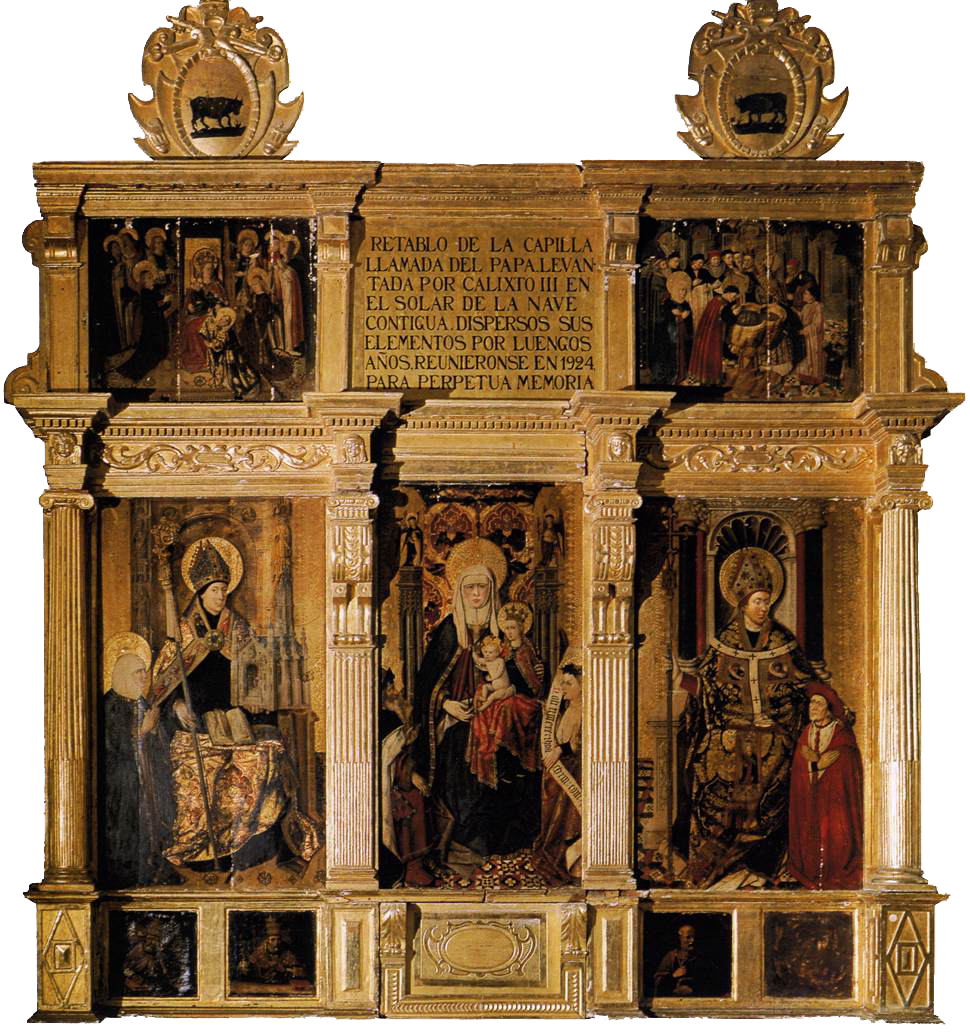
Borgia-Triptychon, Kollegiatskirche Xàtiva

Jaume Baçó Escrivà, auch Baco oder Jacomart (* um 1410; † 1461), war ein spanischer Maler aus Valencia.
Er arbeitete bis 1442 in seiner Geburtsstadt und wurde dann an den Hof von Alfons V. von Aragón nach Neapel gerufen, wo er durchaus Eindruck auf lokale Künstler wie Niccolò Antonio Colantonio hatte. 1445 kehrte er nach Valencia zurück, nur um bereits im Folgejahr erneut an den Königshof in Italien beordert zu werden. Seinen zweiten Aufenthalt dort verband er mit Reisen nach Rom und Tivoli, wo er die Bekanntschaft Kardinals Alfonso Borgias machte, des späteren Papstes Calixt III. Die Rückkehr in die spanische Heimat 1451 sollte endgültig sein.
Stilistisch scheint er sich vor allem an der altniederländischen Malerei und weniger an der jungen italienischen Renaissancemalerei orientiert zu haben. 
Es ist ein Altarretabel aus seiner Werkstatt für die Kirche Santa Maria della Pace in Neapel belegt, das heute verloren ist. 1460 schuf er – nach Ausweis eines erhaltenen Vertrages – gemeinsam mit seinem Schüler Juan Rexach ein Retabel der Heiligen Laurentius und Petrus von Verona in Catí. Ihm werden darüber hinaus das Borgia-Triptychon in der Kollegiatskirche Xàtiva (1456) und Tafeln mit Darstellungen der Heiligen Benedikt und Ildefons in der Kathedrale von Valencia zugeschrieben.